# Kanton Arles-sur-Tech
Arles-sur-Tech is een voormalig kanton van het Franse departement Pyrénées-Orientales. Het kanton maakte deel uit van het arrondissement Céret. Het werd opgeheven bij decreet van 26 februari 2014 met uitwerking op 22 maart 2015. Alle gemeenten werden opgenomen in het nieuwe kanton Le Canigou.

## Gemeenten
Het kanton Arles-sur-Tech omvatte 
- de volgende gemeenten:

- Amélie-les-Bains-Palalda
- Arles-sur-Tech (hoofdplaats)
- Corsavy
- La Bastide
- Montbolo
- Montferrer
- Saint-Marsal
- Taulis